# Pterygoplichthys multiradiatus
Pterygoplichthys multiradiatus – gatunek słodkowodnej ryby sumokształtnej z rodziny zbrojnikowatych (Loricariidae).

## Występowanie
Zasiedla wody Ameryki Południowej w dorzeczu Orinoko. Został introdukowany na Tajwanie, na wyspach hawajskich i na Florydzie w USA.

## Wygląd
Ciało barwy szaro-brązowej, pokryte ciemniejszymi plamkami układającymi się na głowie w różną u każdego osobnika mozaikę. Posiadają dużą płetwę grzbietową o 12–13 promieniach. Jako jedyne ryby z rodziny zbrojnikowatych Mają oczy o regulowanych źrenicach, dzięki czemu mogą być aktywne nie tylko nocą, ale i za dnia. Potrafią także wywinąć je w dół, tak że prawie w całości chowają się w oczodołach.
Dorasta do 50 cm długości.

## Dymorfizm płciowy
Samiec od samicy jest praktycznie nieodróżnialny.

## Hodowla
Ryba długowieczna osiągająca wiek kilkunastu lat. Dojrzałość płciowa jest osiągana po okresie kilku lat. Jest mało wymagający. Żywi się przeważnie glonami i w przeciwieństwie do niektórych zbrojników wraz z wiekiem nie zmienia rodzaju pokarmu. Akwarium powinno być duże. Dobrze jest umieścić korzenie, za którymi się chowa, choć często też leży na dnie. Zalecana temperatura 24–27 °C, pH 6,5–7,5, woda od miękkiej do twardej, aczkolwiek ryby te z reguły są mało wrażliwe na zmienne warunki fizyko-chemiczne. Niezbyt tolerują środki chemiczne w wodzie oraz jej zbyt wysoką temperaturę. Cechują się bardzo dużą odpornością na choroby. Prowadzą głównie nocny tryb życia.

## Rozmnażanie
Ryba nie rozmnaża się w warunkach akwariowych, ponieważ w naturze tarło odbywa się wśród skał na dużej głębokości wynoszącej co najmniej 5 metrów.